# Gwiazdozbiór Wieloryba
Wieloryb (łac. Cetus, dop. Ceti, skrót Cet) – konstelacja nieba równikowego, jedna z rozleglejszych, czwarta pod względem wielkości. Znana już w starożytności. W Polsce najlepiej widoczna od października do stycznia. Zawiera około 100 gwiazd o jasności do 6m.

## Mity i legendy
Wyobraża mitologicznego morskiego potwora Ketosa, siejącego spustoszenie w królestwie Etiopii. Pyszna królowa Kasjopeja przechwalała się, że ona i jej córka są najpiękniejsze na świecie, piękniejsze niż morskie nimfy – nereidy. Obrażone nimfy namówiły Posejdona, by zesłał na królestwo Cefeusza morskiego potwora. Jedynym ratunkiem przed potworem było złożenie mu w ofierze Andromedy. Piękną księżniczkę uratował Perseusz. Postać morskiego potwora na mapach nieba zmieniała się przez wieki. Przyjmowała kształt ryby, smoka lub węża morskiego, a także wielkiego wieloryba – jak w klasycznej interpretacji. Na mapach nieba zwykle rysowany był podobnym do morskiego smoka, z łuskami i ogonem węża. Wieloryb trzyma przednie łapy zanurzone w rzece Erydan.
Arabowie widzieli w gwiazdach tego gwiazdozbioru wieloryba, co może wydawać się dziwne, bo na ich morzach wielorybów się nie spotyka.
XVI i XVII-wieczni kartografowie nieba jak na przykład Petrus Plancius i Johann Bayer, rysowali Wieloryba jako dziwną i nieco komiczną mieszaninę wieloryba i potwora. Plancius i Schiller, którzy sporządzili „chrześcijański” atlas gwiazd, interpretowali go jako wieloryba, która połknął Jonasza. Stąd prawdopodobnie pochodzi nowożytna nazwa Cetus, co po łacinie znaczy „wieloryb”.

## Gwiazdy Wieloryba
Chociaż gwiazdozbiór jest ogromny, to jest w nim niewiele jasnych gwiazd. Nie ma tam żadnej gwiazdy pierwszej wielkości, a tylko jedna jest drugiej wielkości. Gwiazdy Alfa, Gamma i Delta tworzą przy zachodnim krańcu Wieloryba trójkąt, dający się łatwo zidentyfikować, poza tym niebo w tej okolicy jest w zasadzie puste. Omawiane trzy gwiazdy oraz liczne bledsze są tylko ledwo podobne do jakiegokolwiek stworzenia morskiego.
- Najjaśniejszą gwiazdą jest Beta Wieloryba, Difda, znana także jako Deneb Kaitos (arab. „ogon wieloryba”). Jest to dość typowy olbrzym typu K, leżący w odległości 96 lat świetlnych, 145 razy jaśniejszy od Słońca[1].
- Bardziej interesujący jest Omikron Wieloryba, znany jako Mira albo Cudowna Gwiazda. XVI-wieczny astronom David Fabricius zauważył jako pierwszy, że gwiazda ta zmienia jasność, czasami jest to gwiazda drugiej wielkości, ale przez większość czasu nie da się jej zauważyć. Mira uznawana za archetyp klasy gwiazd zmiennych noszących jej nazwę, jest bardzo zaawansowaną wiekowo gwiazdą, której wielkość, temperatura i jasność rytmicznie oscylują - jasność pomiędzy trzecią a dziesiątą wielkością - z okresem około 332 dni[1]. Gwiazda ta porusza się z prędkością 130 km/s, pozostawiając za sobą materię w postaci długiego na 13 lat świetlnych ogona. Składnik B (VZ Cet) jest białym karłem, który okrąża swojego towarzysza w czasie około 400 lat[2].
- Kaffaljidhma – Gamma Ceti (γ Cet) – układ podwójny składający się z gwiazdy o typie widmowym A2 i jasności 3,47m oraz słabszego towarzysza oddalonego o 2,8″, o jasności 7,4m.
- Tau Ceti (τ Cet) jest jedną z najbliższych Słońca gwiazd widocznych gołym okiem.

## Interesujące obiekty
Najbardziej interesującymi obiektami w konstelacji są liczne galaktyki. Najjaśniejszą i najciekawszą z nich jest znajdująca się w pobliżu gammy Wieloryba M77. Tuż obok można zobaczyć bledszą, widzianą z boku galaktykę NGC 1055.
- Można obserwować jedyną mgławicę planetarną w konstelacji NGC 246, obiekt o jasności 8m i średnicy kątowej 4′. Ze względu na kształt określa się ją czasem mianem Czaszki. W 20-centymetrowym teleskopie widać małe okrągłe blade halo z czterema gwiazdami, ułożonymi w kształcie litery Y[1].
- M77 – galaktyka spiralna odkryta przez Pierre Méchaina w 1780 roku. Oddalona o około 60 milionów lat świetlnych o jasności 8,9m. Uznawana jest za prototyp galaktyk o aktywnym jądrze, zwanych od nazwiska ich odkrywcy galaktykami Seyferta. Obecnie wiadomo, że w centrum tej galaktyki znajduje się czarna dziura o masie 10 milionów mas Słońca, otoczona olbrzymim dyskiem akrecyjnym o średnicy 5 lat świetlnych[2].
- NGC 247 – galaktyka spiralna z poprzeczką odkryta przez Wilhelma Herschela w 1784 roku. Jej jasność widoma wynosi 9,11m. Znajduje się w pobliżu bety Wieloryba w odległości kilku milionów lat świetlnych od nas, członek pobliskiej Grupy galaktyk w Rzeźbiarzu. Jest to olbrzymia galaktyka o średnicy niemal połowy średnicy Księżyca[1][3].